# Лиляна Мавродинова
Лиляна Николова Мавродинова (1932 – 2016) е български и международно признат изкуствовед, историк на изкуството и медиевист, професор. Продължава най-добрите традиции на проучването на т. нар. славяно-византийско и църковно културно наследство, създадени в България от Никодим Кондаков и Андре Грабар.

## Биография
Родена е на 25 февруари 1932 г. в София. Внучка е на изтъкнатия изследовател на българското културно-историческо наследство академик Йордан Иванов и дъщеря на водещия експерт по българско църковно изкуство чл.-кор. проф. Никола Мавродинов и археолога Вера Иванова-Мавродинова. Завършва българска филология в Софийския университет (1953). Работи в Института по изкуствознание към БАН, Центъра за славяно-византийски проучвания „Проф. Иван Дуйчев“ към Софийския университет и Кирило-Методиевския научен център към БАН (от 1993 г.) . Кандидат на изкуствознанието (1965), научен сътрудник (1967) и старши научен сътрудник (1978).
Мавродинова проучва непубликувани и малко изследвани паметници на средновековното изкуство – стенописите в църквите: при Асеновата крепост (Изв. ИИИ, 10/1967), в Долна Каменица (1969), „Свети Четиридесет мъченици“ във Велико Търново (1974), „Свети Никола“ в Мелник (1975), скалните манастири в Иваново (Изкуство, 9/1976), „Свети Йоан Богослов“ в Земен (МПК 2/1965, 1966, 1980), развитието на църковния и светски стенописен орнамент в България, съвместно с Анна Рошковска (1985); особеностите и развитието на иконографския тип на Свети Теодор в средновековната живопис (Изв. ИИИ 13/1969), традиционното и новото в българската монументалната живопис през XIII в. (В: Традиции и нови черти в българското изкуство, С., 1976), стенописите на църквата „Свети Димитър“ в Паталеница (Palaeobulgarica XXIIІ 1999/2) и др. Значителен е научният принос на Мавродинова в сравнителното изследване на паметниците на българската средновековна стенопис и особеностите на иконографията на големите християнски празници и страдания на Христос (2005).
През 1998 година с публикация е отбелязан 65-годишният юбилей на Лиляна Мавродинова.
Умира на 12 октомври 2016 г. Част от ценния архив на сем. Мавродинови се обработва в ИИИ-БАН.